# Bovichtidae
Bovichtidae (IJsvissen) zijn een familie van straalvinnige vissen uit de orde van Baarsachtigen (Perciformes).

## Geslachten
- Bovichtus Valenciennes, 1832
- Cottoperca Steindachner, 1876
- Halaphritis Last, Balushkin & Hutchins, 2002